# Clara Tauson
Clara Tauson (født 21. december 2002 i Gentofte) er en dansk tennisspiller, der repræsenterer KB Tennis og Danmarks Fed Cup-hold. Efter en række fornemme resultater som junior (U/18) etablerede Tauson sig i 2021 blandt verdens 100 bedste spillere på den absolutte rangliste (WTA), og senere på året endda i Top-50. Det skete bl.a. via tre finaler, som gav to turneringssejre på WTA Tour.
Allerede som 13-årig blev hun i 2016 danmarksmester i single (den absolutte titel)  som den yngste i den danske tennishistorie. Internationalt vandt Tauson et europæisk ungdoms-OL i 2017, og blev U/18-europamester i 2018. På ITF World Tennis Tour Juniors har hun vundet ni singleturneringer, hvoraf sejren ved Australian Open 2019 var den største. Efter den sejr  nåede hun som den første dansker nogensinde op som nr. 1 på verdensranglisten for juniorer.

## Spillestil
Clara Tauson er højrehåndet og slår en dobbelt baghånd. Ifølge hende selv er det farligste våben forhånden, mens yndlingsslaget er en stopbold kort over nettet. I sommeren 2016 udtalte hun: “Jeg har meget temperament og kan godt lide at gå ind og hamre til bolden.” Netop Tausons store temperament har givet hende problemer, når spillet ikke gik godt, som især var tydeligt ved Grand Slam-turneringerne i 2018. Hendes favoritunderlag er grus.
Hendes onkel Michael Tauson, der fungerede omkring Tausons trænerteam, indtil hun skiftede til KB Tennis og deres trænerteam i februar 2018, mener, at hun er mentalt stærk med en stærk fysik, som giver et kraftfuldt spil. Mens Michael Tauson var hendes assisterende træner hos HIK Tennis, udtalte han i november 2017, at niecen “spillede som dreng.” Den konklusion har Clara Tauson også. I en af de flere sammenligninger mellem hende og Caroline Wozniacki har hun til DR udtalt: “Jeg spiller meget aggressivt og vil meget gerne til nettet. Jeg spiller lidt mere drenget end Caroline. Piger står meget på baglinjen og står bare og slår. Jeg kan godt lide at komme til nettet og spille lidt anderledes.” Caroline Wozniacki mener ikke at det er fair overfor Tauson at kalde hende en 'ny Caroline'. Wozniacki har trænet med hende og sagde i januar 2019: “[…] hun er en meget stærk spiller. Hun vil gerne gå først på boldene.”
Lars Christensen, der har trænet hende siden hun var 9 år, og fungerede som én af klubtrænerne hos HIK, mener at Tauson har en stærk vilje og en fandenivoldskhed, men at hun også kan være doven.
Tidligere tennisspiller og landstræner, samt tv-kommentator Michael Mortensen mener hun har noget ekstremt vigtigt i sin personlighed, nemlig at hun kan være en “kælling på banen”. Den kampattitude er vigtig for en tennisspiller. Tennisspiller Frederik Løchte Nielsen mener at Tausons forhånd er så stærk, at hun dominerer kampene med den.
Efter Wimbledon 2018 syntes Eurosports kommentator Anders Haahr at Tauson spillede modig tennis, med kreativitet og aggressivitet, men at det ikke altid var klog tennis. Ekstremt seværdigt tennis. Omkring hendes temperament og engagement sagde han: “Hun er 15 år, og hun brokker sig over at græsset er grønt.”

## Karriere
Som 6-årig begyndte Clara Tauson at spille skumtennis i Nærum Tennisklub og skiftede et år senere til rigtig tennis. Forinden havde hun i kort tid gået til svømning. Hun spillede nogle år i Lyngby Tennis Klub, hvor hun i 2011 vandt U/9-rækken i pigesingle ved Sjællandsmesterskaberne, og klubmesterskabet for U/10 piger.
26. august 2013 fik hun debut på Tennis Europe Junior Tour, da hun deltog i KB Tennis’ Girls 12-turnering, dog med nederlag i første runde. Ugen efter tabte hun også første kamp, da hun spillede ved HIK Tennis’ Girls 12-turnering.
Tauson skiftede til Gentofte Tennisklub, og i 2014 blev hun tredobbelt danmarksmester i U12-rækkerne, da hun vandt singlefinalen over Nina Vicic. Det var sammen med Vicic, at Tauson vandt finalen i pigedouble. I mixeddouble vandt Tauson sammen med Holger Vitus Nødskov Rune. På den europæiske Junior Tour spillede hun seks Girls 12 og tre Girls 14 turneringer, hvor to semifinaler var bedste resultat.
I 2015 spillede hun ni Girls 14-turneringer på Tennis Europe Junior Tour. Den første blev spillet i januar i svenske Vänersborg. Første finale og turneringssejr kom i årets fjerde turnering, da hun ved KB Tennis’ turnering i juni vandt over landsmandinden Alisha Ali Hussain. Ugen efter vandt hun en turnering i Birkerød. I løbet af året blev det til yderlige én sejr og to finalenederlag.

### 2016
15. februar fik Clara Tauson debut på ITF Junior Circuit, da hun deltog i KB’s internationale turnering DISPUK Copenhagen Winter Cup 2016. Her nåede hun to kampe i single, og tre i double. Én måned senere spillede hun sin anden turnering. Ved turneringen i Paola på Malta nåede hun frem til finalen, hvor hun tabte til Daria Frayman fra Rusland. Ugen inden var Clara Tauson blevet danmarksmester for hold med Gentofte Tennisklubs damehold.
Den 19. april spillede hun den første kamp ved Nike Junior International i engelske Nottingham. I double skulle hun danne makker med tjekken Kristyna Lavickova. De nåede frem til finalen, hvor de tabte til et rent britisk par. Tauson nåede også finalen i single, hvor hun tabte med 4-6, 3-6, til den fire år ældre Eden Richardson fra England. Næste turnering var i slutningen af maj, hvor hun stillede op i SEB Outdoor Open i svenske Värnamo. Her nåede hun frem til finalen, hvor landsmanden Hannah Viller Møller ventede. Viller Møller vandt kampen efter tre sæt, hvor det sidste blev afgjort efter tiebreak.
I august blev Tauson den yngste kvindelige danmarksmester i single, da hun som 13-årig vandt DM-finalen over Hannah Viller Møller. Dermed slog hun Caroline Wozniackis rekord, der vandt sin første DM-sejr som 14-årig.
Hun skiftede klub i september 2016, da hun forlod Gentofte Tennisklub til fordel for HIK Tennis. Hendes trænere i Hellerup var blandt andet cheftræner Kenneth Carlsen og Tine Scheuer-Larsen., mens hendes onkel Michael Tauson fungerede som klubchef og assisterende træner. 1. februar 2018 skiftede hun til KB Tennis.
I oktober nåede Tauson til to finaler på hjemmebane. Det skete ved Grade 4-turneringen Yonex HRT Autumn Cup i Hørsholm. I singlefinalen den 21. oktober skulle hun møde russeren Daria Frayman, som hun tidligere på året havde tabt tre kampe til, deriblandt finalen på Malta i marts. I Danmark kunne Tauson heller ikke stille noget op mod russeren, der vandt med 6-3, 7-5. Senere på dagen stod de to spillere igen overfor hinanden, da de også mødtes i doublefinalen. Igen endte det med russisk sejr, da Frayman med makkeren Anastasia Tikhonova vandt med 6-3, 1-6, [10-8] over Tauson og Helena Francati.
I begyndelsen af november gik turen til Forenede Arabiske Emirater, hvor hun skulle spille turneringer i Fujairah og Dubai. Den første turnering var UAE Fujairah Junior Cup, som var kategoriseret som Grade 5. I single var Tauson topseedet, men måtte se sig slået i kvartfinalen af den femteseedede rumæner Carmen Manu med cifrene 6-4, 4-6, 0-6. I pigedouble var Clara Tauson også topseedet sammen med den britiske makker Olivia Elliot. De nåede frem til finalen, hvor parret 4. november tabte til den svensk/tyrkiske konstellation Melis Yasar og Ebru Yazgan efter tiebreak i tredje sæt.
Sæsonens største juniorresultat kom 11. og 12. november ved Grade 4-turneringen ITF Junior Championships i Dubai. Som topseedet vandt Tauson turneringen i både single og double. Clara Tauson sluttede året af som nummer 230 på ITF’s juniorrangliste. Hun spillede sig frem til fem finaler i single på ITF Junior Circuit, hvor hun vandt én. Hun blev Årets Juniortennisspiller i Danmark 2016 for sine præstationer.

### 2017
Clara Tauson fik sæsondebut 9. januar ved en Grade 2-turnering i Slovakiet. Her blev det til én kamp i single og double, da hun tabte til en russer i to sæt. Med en tjekkisk makker tabte hun i double til en slovak og ukrainer. Ugen efter gik det ikke meget bedre i Tjekkiet. Ved Grade 1-turneringen RPM Junior Open tabte hun i første runde til Anastasia Astakhova fra Kasakhstan. Danskeren deltog ikke i double.
Turneringssejr nummer to i både single og double kom i februar. Det skete ved KB Tennis’ traditionelle Grade 4-turnering i vinterferien, Copenhagen Winter Cup. I double var Clara Tauson og Helena Francati seedet til at vinde turneringen. Det gjorde de også, da de vandt finalen over de 2. seedede Anna Loughlan (GBR) og Melis Yasar fra Sverige med 7-5, 6-4. Efter fire kampe i single, hvor Tauson kun havde tabt ét sæt, nåede hun frem til finalen, hvor hun igen skulle møde Melis Yasar. Igen blev svenskeren slået, denne gang med 6-2, 6-1. Det var Tausons sjette finale, og den 13. deltagelse i en turnering på ITF Junior Circuit, siden debuten for ét år siden i samme turnering.
Den 20. april repræsenterede Clara Tauson Danmarks Fed Cup-hold for første gang. Det skete ved gruppe B matchen mod Egypten i den litauiske by Šiauliai. Tauson skulle spille double med Mai Grage. Parret tabte deres kamp i to sæt, men Danmark vandt samlet med 2-1.
I polske Bytom tabte hun 9. juni en kvartfinale ved en Grade 2-turnering. Fjorten dagen efter, fra 26. juni til 1. juli spillede Tauson en Grade 2-turnering i tyske Gladbeck nær Bochum. I double var hun sammen med Daria Frayman seedet som nummer et, men de tabte allerede i første runde til et amerikansk par. I single var Clara Tauson useedet, men nåede frem til finalen efter fire kampe, hvor hun kun tabte ét sæt. Det var den højeste kategori af turneringer hvor Tauson havde nået frem til finalen, efter fem Grade 4 og én Grade 5. I Gladbeck blev det til nederlag på 3-6, 2-6 til syvendeseedede Viktoriia Dema fra Ukraine.
Ugen efter gik turen til Castricum i det vestlige Holland. Her skulle hun deltage i den traditionsrige Grade 2-grusturnering Dutch Junior Open, der er blevet afholdt siden 1956. I single var Tauson seedet som nummer fem, og med sin græske makker Danai Petroula var de seedet tre i double. De vandt deres første kamp, men tabte kvartfinalen til et irsk/russisk par. I single vandt hun de første to kampe med 6-2, 6-2. I kvartfinalen ventede andenseedede Daria Frayman, som Tauson tidligere havde tabt to finaler til. Første sæt vandt danskeren med 6-2, inden russeren suverænt vandt andet sæt med 6-0. Tauson kom igen, og vandt tredje og afgørende sæt med 6-3. For den præstation blev hun kåret til dagens bedste spiller. Semifinalen blev endedestinationen, da Tauson tabte til den syvendeseedede ukrainer Margaryta Bilokin med 6-0, 6-4.
Efter de seneste tre Grade 2-turneringer hvor Tauson nåede en kvartfinale, en finale og en semifinale, røg hun ind som nummer 104 på juniorranglisten. Ugen efter turneringen i Holland, skulle hun have deltaget i de danske ungdomsmesterskaber på hjemmebane hos HIK, men hun meldte afbud på grund af nogle småskader efter de seneste ugers turneringer.
For anden gang skulle Tauson spille en Grade 1-turnering på ITF Junior Circuit. Det skete fra 18. til 23. juli i østrigske Wels, hvor hun i single var 13. seedet. Hun sad over i første runde, mens hun vandt de næste tre kampe uden af tabe et sæt. I semifinalen tabte hun til den to år ældre italiener Elisabetta Cocciaretto, og senere vinder af turneringen, med 1-6, 5-7. Sammen med tjekken Kristyna Lavickova var Tauson 23. juli tæt på at vinde doublefinalen over et rumænsk par. Første sæt tabte det dansk/tjekkiske par med 3-6, mens andet sæt kom i tiebreak, som blev tabt med 9-11.

#### Ungdoms OL-guld, Grand Slam og seniordebut
Ved European Youth Olympic Festival der blev afholdt den sidste uge i juli i ungarske Győr, var Clara Tauson én af 50 danske deltagere, og den eneste i tennis. Her var hun topseedet på baggrund af Tennis Europes juniorrangliste, hvor hun var nummer 22. Tauson var oversidder i 1. runde, og slog italienske Melania Delai med 6-2, 6-4 i 2. runde. Hun vandt problemfrit også de næste to kampe, og kom til semifinalen hvor Sinja Viola Kraus fra Østrig ventede. Første sæt blev tæt med en dansk sejr på 7-5, mens Tauson vandt andet sæt mere sikkert med cifrene 6-1. I finalen den 29. juli skulle hun møde den andenseedede russer Avelina Sajfetdinova. Heller ikke her tabte Tauson et sæt, og vandt kampen med 6-3, 6-1, og kunne kalde sig europæisk OL-mester.
Tauson fik i starten af september debut ved en Grand Slam-turnering. Dette skete ved US Open i juniorrækken, og hun var den anden danske pigejunior siden Caroline Wozniacki udtaget til en Grand Slam. I New York City tabte Tauson til italienske Lisa Piccinetti med 4-6, 4-6 i første runde af kvalifikationen til hovedturneringen.
I midten af september fik Clara Tauson debut i en seniorturnering. Det skete ved ITF Women's Circuit-turneringen Tennis Organisation Cup i den tyrkiske by Antalya. Overraskende nåede hun frem til semifinalen, hvor hun tabte i to sæt til russiske Amina Anshba.
Den 15. oktober debuterede hun for den svenske klub Helsingborgs Tennisklubb, da klubben skulle spille en holdkamp i den svenske 1. division syd mod Fair Play TK fra Malmø. Tauson vandt let med 6-0, 6-0 over Saga Åkesson, og Helsingborg vandt samlet med 3-0.
31. oktober 2017 spillede Clara Tauson sig for første gang ind på kvindernes WTA-verdensrangliste, da hun som useedet spillede sig i finalen ved ITF Women's Circuit-turneringen Djursholm Open i Stockholm. Her tabte hun til svenske Jacqueline Cabaj Awad, men hun tjente syv point til verdensranglisten, og blev 6. november placeret som nummer 938 i verden.
Ugen efter spillede hun sig igen i en finale. Det skete ved ITF Womens Circuit-turneringen Stockholm Ladies. I finalen den 5. november skulle hun møde den ti år ældre og fjerdeseedede Jekaterina Jasjina fra Rusland. Useedede Tauson vandt kampen med 6-3, 6-2, og det var den første seniortitel i hendes blot tredje deltagelse i en seniorturnering. Med sejren rykkede Clara Tauson den 13. november frem som nummer 743 i verden, og hun var da den yngste spiller på verdensranglisten. Hun var desuden den fjerdebedste dansker på listen, efter Caroline Wozniacki som nummer tre, Karen Barritza (506) og Emilie Francati på 645-pladsen.
Clara Tauson sluttede 2017 af med i slutningen af november og starten af december at rejse til Florida, hvor hun deltog i ITF Junior Circuit-turneringerne Eddie Herr og Orange Bowl. I december blev hun også nomineret til Årets Fund af Politiken, Team Danmark og Danmarks Idrætsforbund. Her blev hun nummer to med 45 point, kun overgået af cykelrytter Mikkel Bjergs 50 point. For andenpladsen modtog Tauson 15.000 kr. På årets sidste verdensrangliste hos WTA var hun nummer 751.
Som i 2016, blev Tauson af Danske Sportsjournalister igen kåret som Årets Juniortennisspiller.

### 2018
Op til 2018-sæsonen gik Clara Tausons familie på jagt efter sponsorer, som kunne være med til at dække omkostningerne. Claras far, Søren Tauson, anslog at der samlet skulle bruges 650.000 kroner til rejser, ophold og andre udgifter. Dette skulle ske uden støtte fra Team Danmark, ligesom Tauson heller ikke havde adgang til Team Danmarks ekspertise og træningsmuligheder.
Clara Tauson startede sæsonen som nummer 752 på WTA's verdensrangliste, da den blev opdateret 1. januar 2018.
Tauson meldte afbud til årets første Grand Slam, Australian Open, hvor hun i januar skulle have deltaget i juniorrækken. Hun skulle i stedet fortsætte en hård fysisk træningsperiode med boksetræner Poul Duvil, der varede fra medio december og fem uger frem.
I stedet var planen at hun skulle få sæsondebut ved månedsskiftet januar-februar på ITF Women's Circuit, hvor Tauson var tilmeldt to $15.000 turneringer i træk i Antalya. Her måtte der også sendes afbud til, da der ikke var økonomi til rejse og ophold.
1. februar 2018 skiftede Clara Tauson klub, efter halvanden sæson hos HIK. Tauson rykkede til Frederiksberg, hvor hun fremover skulle repræsentere én af landets største klubber, KB Tennis. Her havde de en stor erhvervsklub, der kunne tilbyde økonomisk støtte ved deltagelse i turneringer i udlandet.
Efter klubskiftet fik Tauson endelig sæsondebut i 2018. Det skete 6. februar i $15.000 grus-turneringen Hammamet Open i Hammamet i Tunesien. Her spillede hun en doublekamp med den italienske makker Melania Delai, inden hun dagen efter vandt 1. runde i single over amerikanske Jessica Ho. I anden runde ventede Jelena Simić fra Bosnien-Hercegovina, der på verdensranglisten var placeret over 200 pladser bedre end Tauson. Simić vandt kampen med 6-1, 6-2. Efter nederlaget spillede Tauson nogle træningskampe i Tunesien, inden turen gik til det sydlige Brasilien, hvor hun var tilmeldt to grusturneringer på ITF Junior Circuit.
Fem dage før den første kamp i Brasilien, meddelte Dansk Tennis Forbund (DTF), at de via interne og eksterne midler fra Dansk Idræts Forbund, havde fundet så mange penge, at Tauson resten af 2018 kunne få rejsehjælp med ledsager fra DTF til ungdoms-OL i Buenos Aires, samt turneringer i ITF-regi.

#### ITF Junior Circuit i Brasilien
19. februar, samme dag som den første turnering, Banana Bowl, i Criciuma begyndte, var Clara Tauson rykket op på som nummer 736 på verdensranglisten, hvilket var hendes højeste til dato. Ved Grade 1-turneringen stillede hun op i både single og double. I single var hun seedet som nummer ni, men tabte den første kamp til russiske Varvara Gracheva med 3-6, 1-6. I double spillede hun sammen med Anastasia Tikhonova fra Rusland. Som ottende-seedet nåede de frem til semifinalen, hvor de tabte til det andenseedede amerikanske par Elizabeth Mandlik og Alexa Noel med 3-6, 3-6.
Ugen efter var hun rykket op som nummer 732 i verden, og turen gik til Porto Alegre. Her stillede Tauson op i Grade A-juniorturneringen Campeonato Internacional Campeonato Internacional Juvenil de Tenis de Porto Alegre, hvor hun var seedet som nummer 14 i single. Som i turneringen ugen før, skulle hun i pigedouble danne makker med Anastasia Tikhonova, hvor de var seedet som nummer otte. Parret spillede sig frem til finalen, hvor de vandt 7-5, 4-6, og den afgørende match-tiebreak med 10-8, over turneringens andetseedede par, Mariam Dalakishvili fra Georgien og Ania Hertel fra Polen. I single nåede Clara Tauson også frem til finalen. Her tabte hun 4. marts til den useedede canadier Leylah Annie Fernandez med 3-6, 6-7. Ifølge Dansk Tennis Forbunds sportschef Jens Anker Andersen var hendes præstationer i turneringen, det største danske junior-resultat, siden Caroline Wozniacki var juniorspiller. Med de to finalepladser fik Clara Tauson så mange point til juniorernes verdensrangliste, at hun var sikker på deltagelse i hovedturneringen ved juniorernes French Open i maj, og med stor sandsynlighed også Wimbledon og US Open.

#### Marts – april
For anden turnering i træk nåede Tauson frem til finalen. Det skete 24. marts i kroatiske Vrsar på halvøen Istrien, hvor hun deltog i Grade 1 junior-turneringen 34. Perin Memorial. I turneringens seks kampe tabte hun kun to sæt. Finalen blev spillet dagen efter, hvor ukrainske Viktoriia Dema ventede. Det var dermed en revanche fra juli 2017, hvor de to spillere mødtes i finalen i tyske Gladbeck, med Dema som vinder i to sæt. Kampen blev 1en ensidig forestilling, hvor den danske spiller vandt med 6-1, 6-2. Dermed vandt hun sin største junior-titel, og blev nummer 14 på juniorverdensranglisten, og var nu helt sikker på adgang til alle Grand Slam-turneringer. Ved turneringen nåede Tauson én kamp i double med makkeren Iva Zelic fra Kroatien.
Ugen efter deltog hun i den 43. udgave af City of Florence i Firenze, hvor hun var topseedet i både single og double. I 2017-udgaven nåede hun semifinalen i single. Sammen med landsmandinden Hannah Viller Møller vandt parret 31. marts doublefinalen ved den italienske Grade 2-turnering. Det skete med cifrene 6-3, 5-7, og 10-5 i match-tiebreak. Til trods for at turneringen var udendørs på grus, måtte finalen spilles indendørs på grund af regn. Dette var Tausons fjerde juniortitel i double, efter hendes ottende finale. I single spillede hun 1. april sig frem til finalen, efter at semifinalen blev afbrudt dagen før, efter kun én bold på grund af regn. Tauson tabte også turneringens første sæt, da sejren over slovakken Ziva Falkner lød på 6-4, 2-6, 6-2. I finalen ventede den to år ældre og andenseedede Eléonora Molinaro fra Luxembourg, der samme dag var blevet placeret som nummer 451 på WTAs rangliste, hendes højeste til dato, 285 placeringer bedre end Tauson som nummer 736. I første sæt fik Tauson et “æg”, og tabte 0-6. Hun vandt dog de næste to sæt med 6-4, 6-1, og vandt sin tredje juniortitel på én uge. Med de to finalesejre i Firenze, kom hun i top-12 på juniorverdensranglisten. Grunden til at hun ikke kom ind i top-10, skyldtes at finalen blev spillet 2. påskedag, hvilket er en mandag, og de optjente point kom ikke med på ranglisten den efterfølgende uge, modsat doublefinalen fra lørdag. 9. april forventes hun ind i top-8. På det tidspunkt var hun den yngste spiller i top-25.
7. april modtog Tauson den nystiftede “C WorldWide Talentprisen”, som hun delte med Holger Vitus Nødskov Rune. De fik hver 50.000 kr.
17. april, dagen før at Clara Tauson for anden gang skulle spille Fed Cup for Danmark, offentliggjorde Team Danmark, at de fremover ville stille ekspertbistand til rådighed. Det kunne være hjælp til behandling, psykologhjælp og træningsplanlægning. Tausons største ønske om økonomisk bistand til at rejse ud til turneringer, blev ikke imødekommet i denne aftale.
Fed Cup
Ved Fed Cup Europa/Afrika Zone gruppe 2 på Tatoi Club i Athen, skulle Danmark på grusbaner fra 18. april spille om oprykning til tredjehøjeste landsholdsniveau. I den første kamp mod Egypten, skulle Clara Tauson spille den første singlekamp. Her vandt hun 6-4, 6-2 over den fire år ældre Lamis Alhussein Abdel Aziz, der var placeret som nummer 914 på verdensranglisten, hvor Tauson var nummer 729, hendes højeste til dato. Det var Tausons første singlekamp ved Fed Cup, efter debuten i april 2017 hvor hun spillede én doublekamp, også mod Egypten. Danmark vandt samlet kampen med 3-0, da Karen Barritza vandt den anden singlekamp, mens Emilie Francati og Maria Jespersen tog sejren i double. I den næste gruppekamp to dage senere skulle de danske spillere op mod værterne fra Grækenland. Her var Clara Tauson tæt på at skabe en stor overraskelse, da hun havde to matchbolde mod Valentini Grammatikopoulou, der var placeret som nummer 171 på verdensranglisten. Den seks år ældre græker vandt med 6-7, 7-6 og 6-0, og samlet vandt Grækenland med 2-1. I den afgørende kamp mod Israel skulle Tauson igen spille første kamp. Her ventede den 14 år ældre Vlada Ekshibarova, som var nummer 417 i verden. Til trods for at danskeren var placeret over 300 pladser dårligere, tog det Tauson kun knap 90 minutter at vinde kampen 6-2, 6-1. Da også doublen vandt deres kamp, vandt Danmark samlet med 2-1, og sikrede sig oprykning til Fed Cup Europa/Afrika Zone Gruppe I.
30. april spillede Clara Tauson foran sit til dato største publikum. Det skete foran 12.000 tilskuere i Parken på Østerbro i København. Her skulle hun møde Hannah Viller Møller i en forkamp til en showkamp mellem Caroline Wozniacki og Venus Williams. Tauson vandt kampen med 6-0, 6-0. Desuden skulle de to unge danskere også træne med de to ældre verdensstjerner. Træningen med Williams blev dog aflyst på grund af amerikanerens jetlag.

#### Maj – French Open
Fra 15. maj skulle Tauson deltage i sin anden turnering på ITF Women's Circuit i 2018. Det skete ved en $15.000 dollar turnering i Gøteborg, hvor hun var seedet som nummer otte. Efter at have slået en tysker og svensker i de to første runder, tabte hun kvartfinalen til den tredjeseedede, og 11 år ældre franskmand Irina Ramialison.
Ugen efter deltog Tauson i junior Grade A-turneringen 59th Trofeo Bonfiglio - Campionati Internazionali d'Italia Juniores i italienske Milano. Her slog hun i kvartfinalen kinesiske Wang Xinyu, der var nummer fire på juniorranglisten, med cifrene 6-4, 7-6. Det var den højstrangerede spiller hun til dato havde slået i 2018. Semifinalen blev endestation for Tauson, da hun tabte til Yuki Naito fra Japan. I double nåede hun også frem til semifinalen med makkeren Eléonora Molinaro, hvor de tabte til det japanske par Yuki Naito og Naho Sato

For første gang skulle Clara Tauson deltage i hovedturneringen i en junior-Grand Slam, da hun var blevet seedet som nummer fem i single ved French Open. Ved indtrædelse i turneringen 3. juni var hun nummer otte på juniorens rangliste, og 715 på WTA’s rangliste, det højeste til dato. I de to første runder vandt hun uden at afgive sæt. I 3. runde stod den 10. seedede og knap to år ældre Yuki Naito på den anden siden af nettet. Ugen før i Milano havde japaneren slået Tauson ud i både single og double, og i Paris slog hun igen danskere, denne gang med 6-4, 6-4. I pigedouble var Tauson topseedet med makkeren Eléonora Molinaro fra Luxembourg. I første runde besejrede de et tyrkisk/polsk par med 6-3, 7-5. Kampen i anden runde mod et bulgarsk/lettisk par blev allerede efter fire bolde afbrudt på grund af regn, og måtte udsættes til dagen efter. Tauson og Molinaro vandt næste formiddag sikkert i to sæt med cifrene 6-3, 6-0. Senere på dagen skulle de også spille kvartfinale mod russerne Kamilla Rakhimova og Sofya Lansere. De blev også besejret i to sæt, efter tie-break i begge. De var parrets anden sejr over russerne på én uge, efter kvartfinale-sejren i Milano. Det var i øvrigt Molinaros tredje kamp på den dag, da hun forinden også havde deltaget i single. I semifinalen stod det tredjeseedede japanske par Yuki Naito og Naho Sato igen på den anden side af nettet, efter at de slog Tauson og Molinaro ud i semifinalen i Milano ugen før, og Naito nogle dage før havde slået Tauson ud i single i French Open. I Paris tabte det dansk/luxembourgske igen til japanerne. Første sæt endte 3-6 til japanerne, inden andet sæt gik den modsatte vej med 6-1. Derfor skulle kampen afgøres i match tie-break. Efter 18 tætte partier, vandt Naito og Sato med 10-8 og gik videre til finalen, som de senere tabte.

#### Juli – Wimbledon og U/18 EM
Efter at kun have deltaget i turneringer på grusbaner i 2018, begyndte sæsonen på græs for Clara Tauson 1. juli i England. Her var hun tilmeldt Grade 1-turneringen Junior International Roehampton, der blev spillet på Bank of England Sports Ground i det sydvestlige London. Her var hun seedet som nummer syv, og skulle i første runde møde bulgaren Gergana Topalova. Efter at have vundet første sæt med 6-2, tabte Tauson 4-6 i andet sæt. I tredje og afgørende sæt kom Tauson hurtigt foran med 5-1, og havde matchbold. Men efter et comeback fra bulgareren, endte sættet med at skulle afgøres i en tiebreak, hvor Topalova var stærkest, og vandt med 7-5. I double var Tauson sammen med den godt et år ældre kineser Wang Xinyu topseedet. 2. juli skulle de i første runde have mødt et argentinsk/rumænsk par, men vandt kampen på en walkover. I anden runde ventede et rent russisk par, der blev besejret med 6-0, 6-2. Et par fra Thailand var modstanderne i kvartfinalen. I første sæt bed thaierne godt fra sig, og sættet endte i tiebreak, hvor det dansk/kinesiske par vandt 7-5. Andet sæt gik nemmere for det topseedede par, der vandt med 6-1. Samme dag om formiddagen havde Wang Xinyu tabt kvartfinalen i single, hvor hun var seedet som nummer fire. Tauson/Wang skulle møde amerikanerne Natasha Subhash og Katie Volynets i semifinalen, og de blev besejret med 6-2, 7-6(5). Dermed var Tauson i sin niende doublefinale på ITF Junior Circuit. 6. juli stod det andenseedede amerikanske par Caty McNally og Whitney Osuigwe klar på den anden side af nettet. Det blev en tæt kamp, med to afgørelser i tiebreak og en sejr på 7-6(4) og 7-6(7) til amerikanerne. Dermed gik Tauson glip af sin femte doubletitel.
Wimbledon
9. juli trådte hun ind til sin anden junior-Grand Slam, Wimbledon. Her gik hun ind som ottendeseedet, og skulle i første runde møde kvalifikationsspilleren Mananchaya Sawangkaew fra Thailand. Hende mødte Tauson ugen før i Roehampton ved kvartfinalen i double. I følge Tausons far, Søren Tauson, var det ved debuten i Wimbledon ikke vigtigst med sejre til datteren, som på daværende tidspunkt var nummer ni på verdensranglisten for juniorer. Læring, udvikling og erfaring inden for græstennis var det vigtigste. Efter 47 minutters tennis og uddeling af et æg, havde Tauson overstået sin Wimbledon-debut, da hun vandt kampen over Sawangkaew med 6-2, 6-0. I anden runde ventede amerikaneren Lea Ma, som danskeren tidligere på året besejrede med 6-3, 6-0 ved Grade A grusturneringen i Porto Alegre. På det britiske græs i Wimbledon, fik Ma revanche. Første sæt var meget lige, uden at spillerne kom til én eneste break-mulighed. Derfor kom de i tiebreak, hvor amerikanere let vandt 7-2. Andet sæt startede med en del uprovokerede fejl fra Tausons side. Lea Ma brød danskerens serv til 1-3, men Tauson brød hurtigt tilbage, og kom på 3-3. Ved stillingen 4-5 i Clara Tausons serv, fik Ma to matchbolde, som hun ikke udnyttede. Derfor kom også dette sæt i tiebreak, og igen vandt Lea Ma (4) og dermed kampen efter én time og 29 minutters spilletid.
Som ved de seneste to Grade A-turneringer Tauson har deltaget i, skulle hun i double danne makker med Eléonora Molinaro. I single havde Molinaro tabt 0-6, 0-6 i anden runde til Joanna Garland. Det dansk-luxemburgske par var seedet som nummer tre. Igen var Mananchaya Sawangkaew modstander i første runde, da hun sammen med landsmandinden Thasaporn Naklo skulle forsøge at revanchere forrige uges nederlag til Tauson/Wang. Efter et nemt første sæt der blev vundet med 6-2, fortsatte Tauson/Molinaro den gode stil i starten af andet sæt, og kom hurtig foran 3-0. Thaierne kæmpede sig tilbage, og vandt sættet efter tiebreak. Det tredjeseedede par kom bagud 0-5 i tredje sæt, inden de fik pyntet på resultatet, og tabte 3-6. Dermed blev det kun til tre dages tennis for Clara Tauson ved Wimbledon.
Om mandagen, sammen dag som Clara Tauson spillede sin første kamp ved Wimbledon, blev det offentliggjort at Dansk Tennis Forbund havde modtaget én million kroner fra Danmarks Idrætsforbund og Team Danmark. Pengene kom fra en 12 millioner kr. stor donation fra blandt andre Salling Fondene og Kirkbi, der ønskede at understøtte talentarbejdet frem mod Sommer-OL 2020 og Sommer-PL 2020.
U/18 EM
Fjorten dage efter nederlagene på Wimbledons græs, skulle Tauson fra 24. juli igen spille på grus. Det skete som topseedet i single ved Grade B1-turneringen European Junior Championships U/18 i schweiziske Klosters. Hun var den eneste fra årgang 2002, og dermed turneringens yngste deltager, da hun fik dispensation til at deltage i U18-rækken i stedet for U/16, hvilket skyldes hendes top 15 rangering hos ITF. I double var hun sammen med makker Vitalia Stamat fra Moldova useedet.
I første runde i single fik Tauson en bye, og besejrede svenske Melis Yasar i anden runde. I tredje runde ventede hendes doublemakker Vitalia Stamat. De besejrede sammen det andenseedede franske par i første runde med 6-4, 7-5, få timer efter at Tauson og Stamat havde vundet deres singler i anden runde med henholdsvis to og tre sæt. Tauson havde ingen problemer med at besejre Stamat med 6-3, 6-3 efter én time og tyve minutters spil. Knap to timer efter at have været modstandere, skulle de spille double mod et polsk par. Kræfterne slap op, og det dansk/moldoviske par tabte med 3-6, 2-6.
Tauson mødte rumæneren Andreea Prisacariu i fjerde runde. Prisacariu vandt kampens tre første point, men så kom danskeren i gang. Hun vandt sættet med 6-3, og andet sæt blevet vundet med de sikre cifre 6-1. Fredag den 27. juli besejrede Tauson i kvartfinalen hjemmebane-favoritten Fiona Ganz fra Schweiz med 7-5, 3-6, 6-4. I semifinalen ventede endnu en schweizer, da Joanne Zuger var modstander. Der var hurtigt klasseforskel på de to spillere, og Tauson kom hurtigt foran med 5-2 i første sæt, og vandt med 6-4. Andet sæt var kort proces, da Clara Tauson vandt med 6-0, og dermed uddelte et “æg”. I finalen ventede polske Maja Chwalińska der var nummer 407 på verdensranglisten, hvor Tauson var nummer 724. Uden meget slinger i valsen vandt Tauson kampen med 6-3, 6-3, og kunne derefter kalde sig europamester.
Efter triumfen i Schweiz gik turen for Tauson straks til Biella i det nordlige Italien, hvor hun var tilmeldt en $15.000-turnering på ITF Women's Circuit. Et hold fra TV 2 var også rejst til Italien, for at lave et indslag om den nykårede europamester. Kort tid før første kamp meldte Tauson afbud til turneringen.

#### August – september (Canada og US Open)
Les Internationaux de Tennis Junior
Efter lidt sommerferie og opstart på 10. klasse, skulle Clara Tauson i slutningen af august til Repentigny, lige nord for Montreal i Canada. Her skulle hun som opvarmning til US Open ugen efter, spille sæsonens første turnering på hardcourt, når hun deltager ved Grade 1-turneringen Les Internationaux de Tennis Junior Banque Nationale du Canada. Som førsteseedet i både single og double fik Tauson i 1. runde en bye. I double var hun for første gang i karrieren makker med italienske Elisabetta Cocciaretto.
28. august spillede Clara Tauson den første kamp i turneringen, da hun slog jævnaldrende Himari Sato fra Japan i 2. runde med 6-2, 6-3, efter at kampen havde været afbrudt af regnvejr i tre timer. Dagen efter i 3. runde slog hun Sada Nahimana fra Burundi med 6-2, 6-1. Cocciaretto/Tauson havde også spillet sig videre til kvartfinalen i double, hvor Nahimana igen var en af modstanderne, sammen med makker Mariam Dalakishvili. Disse kampe blev forsinket og derefter flyttet indendørs til Centre récréatif de Repentigny, da regn forhindrede udendørs tennis. Doublekampen startede først kl. 20.44 lokal tid, og måtte ud i match-tiebreak, inden det dansk/italienske par omkring kl. 22 kunne booke plads til semifinalen, hvor et fransk par ventede. I single skulle Tauson i kvartfinalen op imod russiske Daria Frayman, som danskeren aldrig før havde vundet over på hardcourt i to tidligere forsøg. Tredje gang var lykkens gang, for efter en sejr på 6-2, 6-4, blev fjerdeseedede Clara Burel fra Frankrig modstander i semifinalen. Under to timer efter at Tauson havde afsluttet singlekampen, skulle der sammen med Cocciaretto spilles semifinale i double mod franske Clara Burel/Diane Parry. Af de fire spillere på banen, var det kun Diane Parry som ikke tidligere på dagen havde spillet single, og kvalificeret sig til semifinalerne. Efter en lussing på 1-6 i første sæt, kom dansk/italienerne tilbage og vandt med 6-2 i andet sæt. Match-tiebreak blev afgjort med 10-4, og dermed var Clara Tauson i sin tiende doublefinale på ITF Junior Circuit. Andenseedede Margaryta Bilokin fra Ukraine og japanske Naho Sato var finalemodstander den 31. august. For tredje kamp i træk måtte Cocciaretto/Tauson ud i en afgørelse på match-tiebreak, men denne gang tabte de med cifrene 2-6, 6-4 [4-10]. Seks timer før doublefinalen tordnede Tauson i singlefinalen, da franske Clara Burel var chanceløs, og blev slået med 6-1, 6-0. Det var hendes tolvte juniorfinale i single. Modstanderen var et velkendt ansigt, for Viktoriia Dema tabte seneste til Tauson i finalen i Vrsar den 25. marts 2018, men vandt finalen i Gladbeck i juli 2017. For Dema gik det en smule bedre end seneste finale, da hun som den første i turneringen vandt ét sæt over danskeren, og havde to matchbolde ved stillingen 5-3 i andet sæt. Tauson kom igen, og vandt sættet efter tiebreak. I tredje og afgørende sæt var Tauson bagud indtil 5-5, men var til slut den stærkeste i en lang kamp, og vandt finalen med 2-6, 7-6(1), 7-5.
US Open
Kort tid efter sejren i Canada fløj Clara Tauson til New York, hvor årets sidste Grand Slam, US Open, var næste opgave. Det skete samtidig med at hun var rykket frem som nummer fem på verdensranglisten for pigejuniorer, hendes bedste til dato. I double var hun igen makker med Elisabetta Cocciaretto, hvor de var fjerdeseedet.
Hviderussiske Viktoryia Kanapatskaya var den 3. september modstander i 1. runde for den sjetteseedede dansker. Den danske spiller kom ud i rasende tempo, og efter 19 minutter havde hun uddelt et “æg” til Kanapatskaya. Andet sæt blev mere lige, og det var først til 6-4 at Tauson fik brudt hviderusserens serv, og efter én time og tre minutter havde hun vundet kampen med 6-0, 6-4. En god revanche fra sidste års US Open, hvor hun tabte til Lisa Piccinetti i første kvalifikationsrunde. I 2. runde skulle hun møde kvalifikationsspilleren Dasha Lopatetskaya fra Ukraine, der i hendes første kamp også uddelte et “æg”. Senest Lopatetskaya og Tauson mødtes var i marts ved Perin Memorial i Kroatien, hvor det endte med dansk sejr i to sæt. I New York den 5. september skulle man fra kampens start tro at Tauson igen ville vinde nemt, da hun hurtigt vandt første sæt med 6-1. I andet sæt fik hun store problemer i egne servepartier, og tabte klart 2-6. I tredje og afgørende sæt blev danskerens serv hurtig brudt, men kom tilbage ved 3-3. Den fire måneder yngre ukrainer, og nummer 70 på junior-verdensranglisten, brød igen Clara Tausons serv til 6-5, og efterfølgende vandt sin egen serv efter to timer og 25 minutters spil, og dermed kampen over verdens nummer fem. Efter to timers pause skulle Tauson/Cocciaretto spille 2. runde i double, efter de vandt over Nagy/Corado i to sæt dagen før. Tausons tur til US Open stoppede også ved 2. runde i double, da det dansk/italienske par tabte 4-6, 4-6 til Kanapatskaya/Cadar.

#### Oktober – Første Grade A-sejr og ITF Junior Masters
Fra 7. oktober var det planen at Clara Tauson på grus i Buenos Aires skulle have repræsenteret Danmark ved Youth Olympic Games, der tæller som en Grade A-turnering. Men i midten af september meldte hun afbud til turneringen, da hun fra 24. oktober skal spille ITF Junior Masters på hardcourt i den kinesiske storby Chengdu.
Ugen før Masters rejste hun i stedet til Osaka i Japan, hvor hun var topseedet i single i den prestigefyldte Grade A-turnering Osaka Mayor's Cup - World Super Junior Tennis Championships. Det var årets første juniorturnering hvor Tauson ikke skulle deltage i både single og double. I øvrigt en turnering Caroline Wozniacki vandt i 2004 og 2006. Tauson var samtidig gået én plads tilbage på verdensranglisten fra ugen før, hvor hun nu var nummer ti.
Hun startede turneringen 16. oktober med at uddele et “æg” til japanske Riho Yuasa, og vandt andet sæt med 6-3. I anden runde mødte hun franske Elsa Jacquemot, der noget uvant for Clara Tauson var fem måneder yngre end den danske spiller. Endnu et “æg” og et andet sæt hvor Jacquemot kun fik ét parti, gjorde at Tauson i tredje runde mødte japaneren Mana Kawamura, der blev slået med 6-1, 6-2. I kvartfinalen skulle den 15-årige dansker op mod den næsten to år yngre amerikaner Robin Montgomery, der var chanceløs mod Tauson, som vandt kampen med to gange 6-0. Sohyun Park fra Sydkorea var også en chanceløs modstander i semifinalen, hvor danskeren igen uddelte to æg, og vandt med 6-0, 6-0. Den andenseedede kineser Qinwen Zheng var modstanderen i Clara Tausons 13 finale på ITF Junior Circuit, og kunne ikke hindre den syvende danske juniortitel, da Tauson vandt med 6-1, 6-0. Dette var hendes første turneringssejr på højeste juniorniveau, efter hun i marts tidligere på året havde tabt finalen til Leylah Annie Fernandez ved Grade A-turneringen i Porto Alegre. Med sejren rykkede Tauson 22. oktober frem som nummer tre på juniorenes verdensrangliste, efter Wang Xiyu og Clara Burel, hvilket var danskerens bedste placering siden femtepladsen i starten af september.
ITF Junior Masters
Her var det kun de otte øverste på den såkaldte “Junior Masters Road to Chengdu”, som talte point optjent til juniornes verdensrangliste i perioden 11. september 2017 til 10. september, der var kvalificeret til turneringen. Tauson var 10. september placeret som nummer ni, hvor hun ugen før var placeret på fjerdepladsen. Dette betød at hun kun kom med til turneringen, hvis én af de kvalificerede spillere meldte afbud. Det skete allerede to dage efter deadline, hvor sportschef i Dansk Tennis Forbund, Jens Anker Andersen, kunne fortælle at Tauson bliver den første dansker ved turneringen nogensinde. Dette skete efter at de tre kvalificerede amerikanere fravalgte deltagelse i turneringen. Tauson var med sine 15 år turneringens yngste spiller.
De otte modstandere blev ved lodtrækning placeret i to grupper, der blev afviklet som round robin. Clara Tauson kom i “Gruppe Li” sammen med En Shuo Liang fra Taipei, kinesiske Wang Xinyu og Leylah Annie Fernandez fra Canada.
I den første gruppekamp vandt Tauson efter 81 minutters spil med 7-6(7), 6-1 over Liang. I anden gruppekamp var Wang Xinyu modstander. Hun havde i sin første kamp uddelt “briller” til Fernandez med en sejr på to gange 6-0. Xinyu forsatte stimen mod Tauson, og vandt først sæt med 6-0. Andet sæt blev mere lige, hvor hjemmebanefavoritten brød til 6-5, hvorefter danskeren brød tilbage, så sættet skulle afgøres i tiebreak. Her vandt Tauson med 7-5, og dermed sættet efter 63 minutters spil. I afgørende sæt brød kineseren til 1-3, men derefter vandt danskeren de næste fire partier, og bragte sig foran med 5-3. Clara Tauson servede sejren hjem til slutstillingen 6-4. Dermed var hun allerede kvalificeret til semifinalen, inden fredagens sidste gruppekamp mod Leylah Annie Fernandez, hvor Tauson vandt med 6-2, 6-4.
Efter at verdensetteren Wang Xiyu måtte trække sig fra turneringen med en skade, blev det colombianske Maria Camila Osorio Serrano der skulle forhindre danskeren i at nå finalen. Tauson vandt første sæt med 7-6 efter 8-6 i tiebreak. I andet sæt var Tauson helt væk, og vandt kun ét af hendes egne servepartier, og tabte sættet med 2-6. Tredje og afgørende sæt startede med at Osorio Serrano brød danskerens serv til 0-1. Selvom Tauson senere fik én breakbold, tabte hun igen egen serv til 2-5. Serrano fik en smule gummiarm da hun kunne serve sejren hjem, og Tauson brød til 3-5. Ved stillingen 4-5 skulle den ét år ældre colombianske bronzevinder fra Youth Olympic Games ‘18 igen forsøge at serve sejren og finalepladsen hjem. Men på grund af regnvejr over Sichuan International Tennis Center i Chengdu blev kampen afbrudt i 20 minutter. Efter pausen fortsatte Tauson med at begå uprovokerede fejl, og tabte sættet med 4-6. Dagen efter skulle Tauson spille om bronzemedaljer, og for anden gang i turneringen mødte hun En Shuo Liang. Igen vandt danskeren, denne gang med 6-2, 6-3 og sikrede bronze med hjem fra Kina. Turneringen blev vundet af Clara Burel.
TV 2 Danmark havde kort tid før turneringen lavet en tv-aftale med ITF. Tauson første gruppekamp mod En Shuo Liang blev ikke sendt direkte på dansk tv. Hendes efterfølgende tre kampe blev alle sendt direkte om formiddagen dansk tid på en kombination af TV 2 Sport og TV 2 Play. De havde ifølge TV 2 Sports tennisredaktør Henrik Jensen samlet 100.000 seere.
Under Masters-turneringen opfordrede Caroline Wozniackis far og træner, Piotr Wozniacki, til at han gerne ville hjælpe Clara Tauson videre op på seniorniveau. Han ville sammen med familien Tauson lave en plan, der blandt indebar at Piotr og Caroline vil bruge deres netværk, til at skaffe Tauson nogle wildcards til turneringer på WTA-niveau, ligesom hun kan komme med ud som hitting-partner ved store turneringer, og på den måde træne med spillere i top-100 på senior-verdensranglisten.

#### December – svensk holdmester og første storsponsor
Efter ITF Junior Masters spillede Tauson ikke turneringer i november, og brugte tiden med træninger hos KB Tennis.
2. december skulle hun efter godt ét års pause igen spille for svenske Helsingborgs Tennisklubb, da klubben skulle spille finale om det svenske holdmesterskab på udebane mod de regerende mestre fra Fair Play TK i Malmø. På Helsingborgs hold var også Gentofte-spillerne Emilie Francati og Maria Jespersen. Gentofte Tennisklub og Helsingborgs TK havde i ti år haft et samarbejde omkring unge spillere, hvilket var grunden til at de danske spillere skulle repræsentere det svenske hold.
Finalen skulle spilles over seks kampe, hvoraf Clara Tauson både skulle spille single og double. Første kamp var i double sammen med Johanna Larsson. Det dansk/svenske par vandt med 7-5, 6-4 over parret fra Malmø, og kunne bringe Helsingborg foran med 2-0. I single vandt Tauson 6-1, 6-3 over landsmandinden Karen Barritza. Helsingborgs Tennisklub vandt samlet med 5-1, og brød dermed Fair Play TKs sejrsstime, efter at de havde vundet det svenske holdmesterskab de seneste fire år.
Clara Tauson og den japanske sportsudstyrsproducent Yonex offentliggjorde 11. december, at parterne havde indgået en treårig sponsoraftale. Tauson havde siden skiftet til KB Tennis tidligere på året spillet med Yonex-ketsjere, men denne formelle aftale var hendes første større sponsorat. Samtidig kom det frem at Caroline Wozniackis agent i Norden, Mikkel Bækgaard Nissen fra sportsmanagementfirma Nordic Sports Group, var blevet Clara Tauson og familiens rådgiver.
I 2018 nåede Tauson at spille 13 turneringer på ITF Junior Circuit, hvor hun nåede frem til seks finaler i single, og vandt de fem. I double vandt hun to finaler, og tabte to. På juniorverdensranglisten sluttede hun året af på fjerdepladsen, efter at hun 22. oktober havde tredjepladsen som bedste placering.

### 2019
3. januar blev Clara Tauson for tredje år i træk kåret som årets juniortennisspiller i Danmark. De to andre nominerede var Holger Vitus Nødskov Rune og Elmer Møller.
To dage efter, 5. januar ved DR1s store gallashow Sport 2018 i Herning, fik hun prisen ‘Årets Olympiske Håb 2018’ og 75.000 kr., plus et tøjsponsorat på 25.000 kroner fra Bestseller. De to andre nominerede var svømmer Emilie Beckmann og karatekæmperen Katrine Pedersen. Hun var ikke selv tilstede i Jyske Bank Boxen for at modtage prisen, da hun dagen efter skulle rejse til to turneringer i Australien. I stedet holdt hun sin takketale via Skype fra hjemmet i Lyngby.
Sammen dag som Tauson blev Årets Olympiske Håb, kom det frem at hun af det internationale tennisforbund ITF havde fået en donation på 25.000 dollar, der blev øremærket til hendes rejseomkostninger til turneringer. Derudover fik hun tre wildcards til seniorturneringer, der kan benyttes senere på året.

#### Januar i Australien og første Grand Slam sejr
Tauson begyndte 2019-juniorsæsonen på den nye ITF World Tennis Tour den 11. januar i Australien, hvor hun i Traralgon som opvarmning til Australian Open deltog i Grade 1-turneringen Loy Yang Traralgon Junior International. Det var dog fra starten ikke planen at hun skulle begynde 2019 med at spille juniorturneringer. På grund af hendes store udvikling i 2018, havde Dansk Tennis Forbund håbet på nogle wildcards til 25.000$-turneringer i januar på seniorniveau. Men da det ikke lykkedes, blev beslutningen truffet om at rejse til Australien.
I Traralgon var Tauson førsteseedet, og vandt i første runde over den russiske kvalifikationsspiller Veronika Pepelyaeva med 6-4, 7-5. Japanske Himari Sato der også var kommet til turneringen via kvalifikationsturnering, blev i anden runde besejret med 6-3, 6-4, selvom japaneren brød Tausons serv flere gange i kampen. I tredje runde fik Priska Madelyn Nugroho fra Indonesien kun tre partier mod Tauson. Danskeren vandt overbevisende første sæt med 6-1, og havde chancen for at vinde det næste med samme cifre, men missede en matchbold i Nugrohos serv der vandt partiet. Tauson servede efterfølgende sejren hjem til 6-2, og var klar til kvartfinalen. Her ventede franske Manon Leonard, der tidligere havde taget ét sæt fra Tauson. Det skete 3. marts 2018 hvor danskeren vandt semifinalen ved Grade A-turneringen i Porto Alegre. Det blev ikke til et fransk vundet sæt i Australien, selvom Leonard brød Tausons serv to gange i første sæt. Den førsteseedede dansker vandt kampen med 6-4, 6-2, og skulle i semifinalen møde den canadisk fødte brite Emma Raducanu. Hun formåede at tage turneringens første sæt fra Tauson. Første sæt gik til Tauson med 6-3, mens Raducanu hurtigt kom foran 0-5 i andet, inden det blev afsluttet med 3-6 til briten. Ved starten af tredje sæt var det blevet middag i Traralgon, og temperaturen nåede op over 40 grader. Det afgørende sæt blev totalt omvendt af andet sæt. Her kom Tauson hurtigt foran med 5-0, inden Raducanu fik et enkelt og for hende det sidste parti i kampen til 1-5. Finalemodstander blev canadiske Leylah Annie Fernandez, som danskere i Brasilien tabte en Grade A-finale til i marts 2018, og sidst på året besejrede ved ITF Junior Masters i gruppespillet.Tauson vandt finalen med 6-2, 6-3, og dermed sin ottende titel på ITF World Tennis Tour Juniors. Hun fik så mange ranglistepoint med sejren, at et godt resultat ved Australian Open kunne give hende førstepladsen på juniorverdensranglisten.
Vinder af Australian Open
Ugen efter sejren i Traralgon skulle hun for første gang deltage ved Grand Slam-turneringen Australian Opens juniorrække i Melbourne. Her er hun seedet til at vinde turneringen. I første runde mødte hun kvalifikationsspiller og hjemmebanehåbet Anastasia Berezov. Det blev en hård debut for den danske spiller. Efter 17 uprovokerede fejl tabte Tauson første sæt med 1-6. Et sæt hvor hendes store temperament kom frem i fuld flor. Blandt andet med ketsjerkast, brokkerier over banen, og da hun ved stillingen 0-4 råbte til sin far og coach Søren Tauson: “Kan du ikke holde din mund!", da han forsøgte at komme med “gode råd”. Men efter en taktisk toiletpause kom hun tilbage og vandt andet sæt med 6-3. Det afgørende sæt var uden spænding, da den topseedede dansker satte sig på kampen, og vandt med 6-1.
To dage efter, 22. januar, var Tauson tilbage på verdensranglistens tredjeplads. Det var også dagen hvor kinesiske Sijia Wei var den næste modstander. Det blev en kamp hvor de to spillere kun vandt eget serveparti én gang i første sæt, der blev afgjort i tiebreak efter 57 minutters spil, med dansk sejr på 8-6. I andet sæt blev Tauson kun brudt én gang, og vandt det med 6-2. Efter kampen udtalte Søren Tauson at et andet klima og tungt og længerevarende jetlag ikke har været let for datterens debut i Australien, ligesom megen ventetid og store afstande på Melbourne Park havde været stressende for hende.
25 timer efter kampen mod Wei ventede Valentina Ryser fra Schweiz i tredje runde. Ryser havde ikke de store chancer mod Tauson, der uden de store problemer vandt første sæt med 6-2 efter 24 minutters spil. Andet sæt blev mere lige, og Tauson var nede med 4-5, men vandt med 7-5. Den niendeseedede lette Kamilla Bartone blev slået 6-2, 6-3 i kvartfinalen, og Tauson var klar til sin første semifinale i single ved en junior-Grand Slam. Her ventede Daria Snigur fra Ukraine. Hun blev besejret med 6-4, 6-1, og dermed skulle Clara Tauson 26. januar spille sin første Grand Slam-finale. For tredje gang, og anden gang på ti dage, var canadiske Leylah Annie Fernandez igen Tausons finalemodstander.
På Rod Laver Arena sejrede danskeren med 6-4, 6-3, og dermed vandt Tauson sin største titel til dato, og blev den første danske vinder af Australian Open i pigesingle. Efter sejren strøg hun som den første danske pigespiller i historien til tops på verdensranglisten for juniorspillere.
Efter hjemkomsten til Danmark, blev Clara Tauson 31. januar hyldet af Dansk Tennis Forbund og KB Tennis. Ved samme lejlighed modtog hun for andet år i træk C WorldWide Talentprisen.

#### Fed Cup i Polen
For tredje gang i karrieren skal Tauson fra 7. februar repræsentere Danmarks Fed Cup-hold, når holdet i polske Zielona Góra først skal møde Rusland og dagen efter hjemmeholdet Polen i Fed Cup Gruppe I Europe/Afrika. Kampene skal spilles på hardcourt (DecoTurf) i Centrum Rekreacyjno-Sportowe i Zielona Góra. Foruden Tauson tæller Danmarks bruttotrup Caroline Wozniacki, Karen Barritza, Emilie Francati og Maria Jespersen. Udtagelsen af Wozniacki havde dog forbehold for, hvordan det gik med hendes gigtsygdom og sæsonstart.
I første kamp mod Rusland, skulle Tauson møde den fem år ældre Natalija Vikhljantseva, der var placeret som nummer 109 på WTA-ranglisten. I første sæt kom den danske juniorspiller hurtigt foran med 4-0, men sættet blev afgjort til russisk fordel efter tiebreak (3). I andet sæt var der klasseforskel på de to spillere, og Vikhljantseva vandt nemt sæt og kamp med 6-1.

#### Succes som senior
3. marts 2019 vandt Clara Tauson årets første seniortitel, da hun besejrede Arianne Hartono fra Holland med 6-2, 6-1 i finalen i $15,000-turneringen Magic Tours i Monastir i Tunesien. Inden da havde hun slået 8. seedede Claudia Hoste Ferrer i 1. runde, hvorefter det blev til sejr over Maria Ines Fonte i 1/8-finalen. I kvartfinalen besejrede hun sikkert 1. seedede Dalila Spiteri og i semifinalen slog hun 5. seedede Loudmilla Bencheikh. 
Senere samme måned benyttede Tauson sig af ét af sine Junior Exempt (JE), som hun havde modtaget for sin 3. plads på juniorranglisten ved slutningen af forrige sæson. Tauson benyttede sit JE på $60.000-turneringen Pingshan Open i Shenzhen, Kina. Tauson gik ind til turneringen uden en rangering på WTA-ranglisten, mens mange af hendes modstandere ved denne turnering lå indenfor top 200. I første runde mødte Tauson Liang En Shuo, nummer 233 på verdensranglisten. Kampen endte 6-1, 6-2 i dansk favør. I anden runde slog Tausen slovakiske Jana Cepelova med 5-7, 6-7(5), 1-6 og var dermed klar til kvartfinalen i den store turnering. Her slog hun den 7. seedede polak Magdalena Frech, nummer 176 på verdensranglisten, med cifrene 7-5, 0-6, 6-3. I semifinalen stod Tauson nu til at møde 8. seedede Jia-Jing Lu fra Kina. Den 29-årige kineser var rangeret som nummer 186 på WTA-ranglisten. Opgøret endte 6-3, 7-6(11) til danskeren, som nu var i finalen. I finalen mødte Tauson Fangzhou Liu, som med en rangering som nummer 172 og med hjemmebanefordel, så ud til at være favorit i opgøret. Tauson endte dog med at vinde 6-4, 6-3 over den 6. seedede kineser. Dermed indkasserede Tauson 80 point til WTA-ranglisten, hvor hun placerede sig som nummer 407 da ranglisten blev opdateret.
Ugen efter var Tauson i aktion ved en ITF turnering i Xiamen. Tauson endte med at vinde turneringen efter finalesejr over kineseren Meiqi Guo, som blev besejret med cifrene 2-6, 6-3, 6-2. Tauson vandt dermed sin 5. turnering i træk og bragte sig op på 27 sejre i træk, hvis man ser bort fra Tausons to tabte opgør ved Fed Cup i februar. Tausons 2019 har indtil videre kun budt på turneringssejre.

#### Første WTA-turnering
I starten af april 2019 lykkedes det Tauson at kvalificere sig til sin største turnering i karrieren, efter hun modtog et wildcard til kvalifikationsturneringen i Lugano, Schweiz. Tauson kvalificerede sig til hovedturneringen ved overbevisende at slå to top-200 spillere i kvalifikationen hhv. Rebecca Sramkova og Tereza Mrdeza. Dernæst mødte hun verdens nummer 69 Evgeniya Rodina i første runde. Denne tabte Tauson med cifrene 6-7(2), 6-2, 7-5. Tauson led dermed sit første turneringsnederlag i 2019, men med sig fik hun 18 point til WTA-ranglisten.[kilde mangler]

### Første WTA-turneringssejr
I marts 2021 vandt Clara Tauson sin første turneringssejr på WTA-niveau. Tauson vandt finalen i Lyon Open 7. marts med cifrene 6-4 6-1 over schweiziske Viktorija Golubic. Turneringen var en WTA-250 turnering, som indbragte Tauson 280 point til verdensranglisten.

#### Mere succes til Tauson
I august 2021 vandt Tauson finalen ved turneringen Chicago Challenger med 6-1, 2-6, 6-4 over briten Emma Raducanu, som blot en måned efter dette møde sensationelt vandt grand slam turneringen US Open.
I september stod Tauson endnu engang øverst på sejrsskamlen ved en WTA 250 turnering. Denne gang var det indendørs ved Luxemborg Open 2021, hvor Tauson i finalen slog den forsvarende mester Jeļena Ostapenko fra Letland. Sejren bragte hende op som nummer 52 på verdensranglisten.
I oktober 2021 gik Tauson også til finalen ved en WTA 250 turnering i den italienske Courmayeur. hvor hun tabte til kroaten Donna Vekić.

### 2024: Tilbage til WTA 1000, 4 Runde i French Open
Clara Tauson startede året ud med 2 runde i Australian Open hvor hun vandt 7-5, 7-5 og belgiske Greet Minnen, inden Tauson tabte en tæt kamp mod russiske Victoria Azarenka med 4-6, 6-3, 2-6. 
Tauson missede kvalifikationen til WTA 1000 Indian wells, men i Kvalifikationen til WTA 1000 Miami kom Tauson med efter at have vundet over franske Océane Dodin i to sæt efter at Tauson havde lavet hele 25 esser i Kampen.
Ved landshold samlingen i turneringen Billie Jean King Cup vandt Danmark over lande som Bulgarien, Grækenland og Letland, og det gjorde at Danmark fik sin første Billie Jean King cup kamp i en Playoff mod Mexico i november om at få en ny kvalifikationskamp for at kunne kvalificere til Billie Jean King Cup finals 2025.
Tauson kom helt til fjerde runde ved året French open, efter at have besejret tidligere grandslam vinderne først i anden runde Jeļena Ostapenko måtte se sig slået i 3 sæt, måtte den tidligere Australian Open vinder Sofia Kenin se på mens Tauson vandt i 2 sæt over hende, inden Tauson´s overmand blev tunesiske Ons Jabeur med ciferne 4-6, 4-6. 
Med den fjerde runde i French Open 2024 kvalificerede Clara Tauson sig til sit første Olympiske lege i Paris 2024. 
Første runde blev endestadionen for Clara Tauson i OL Paris 2024, efter et nederlag til canadiske Bianca Andreescu med 2-6, 3-6.
Efter en dårlig periode, begyndte det at vende for henne med en anden runde i WTA 250 Cleveland, og en anden runde i US Open 2024, dog med et nederlag til russiske Diana Shnaider med 4-6, 4-6.
I WTA 1000 turneringen China Open besejrede Tauson britiske Harriet Dart i tre sæt men tabte efterfølgende til den italienske verdens 5´er Jasmine Paolini med 6-1, 5-7, 4-6. 

### 2025
Clara Tauson startede året ud med sin tredje WTA-titel efter turneringssejr i Auckland. Derefter nåede Tauson tredje runde ved Australian Open 2025. Årets tredje turnering var i Linz, Østrig, hvor Clara nåede sin første semifinale ved en WTA 500 turneringen.
I februar nåede Clara Tauson sin første WTA-1000 finale, efter sejre over verdensetteren Aryna Sabalenka betød det finalepladsen afgav en plads som nummer 21 i verden på WTA’s rangliste. 
Inden Wimbledon-mesterskabet i damesingle 2025 var Tauson nummer 22 på WTA's verdensrangliste. Hun vandt over Jelena Rybakina i Tredje runde.

## Finaler

### WTA Tour
| Dato               | Kategori | Sted                     | Underlag | Modstander        | Score         |
| ------------------ | -------- | ------------------------ | -------- | ----------------- | ------------- |
| 7. marts 2021      | WTA 250  | Lyon, Frankrig           | Hard (i) | Viktorija Golubic | 6-4, 6-1      |
| 19. september 2021 | WTA 250  | Kockelscheur, Luxembourg | Hard (i) | Jelena Ostapenko  | 6–3, 4-6, 6-4 |
| 31. oktober 2021   | WTA 250  | Courmayeur, Italien      | Hard (i) | Donna Vekic       | 6-7, 2-6.     |

### ITF Women's World Tennis Tour
Clara Tauson spillede sin første turnering på ITF Women's Circuit i midten af september 2017, hvor hun nåede semifinalen ved Tennis Organisation Cup i Antalya.
Til og med 29. marts 2019 har hun nået otte finaler, hvoraf hun har vundet 5 titler.
| Dato               | Kategori | Sted                                    | Underlag  | Modstander               | Score         |
| ------------------ | -------- | --------------------------------------- | --------- | ------------------------ | ------------- |
| 29. oktober 2017   | $15,000  | Stockholm, Sverige                      | Hard (i)  | Jacqueline Cabaj Awad    | 4–6, 0–6      |
| 5. november 2017   | $15,000  | Stockholm, Sverige                      | Hard (i)  | Jekaterina Jasjina       | 6–3, 6–2      |
| 3. marts 2019      | $15,000  | Monastir, Tunesien                      | Hard      | Arianne Hartono          | 6-2, 6-1      |
| 17. marts 2019     | $60,000  | Shenzhen, Kina                          | Hard      | Fangzhou Liu             | 6–4, 6–3      |
| 24. marts 2019     | $15,000  | Xiamen, Kina                            | Hard      | Meiqi Guo                | 2-6, 6-3, 6-2 |
| 15. juni 2019      | $15,000  | Kaltenkirchen, Tyskland                 | Grus      | Yuki Naito               | 6-4, 4-6, 0-6 |
| 30. juni 2019      | $25,000  | Darmstadt, Tyskland                     | Grus      | Olga Govortsova          | 1-6, 6(3)-7   |
| 14. september 2019 | $60,000  | Meitar, Israel                          | Hard      | Katharina Hobgarski      | 4-6, 6-3, 6-1 |
| Februar 2020       | $25,000  | Glascow, Skotland                       | Hard (i)  | Viktoriya Tolmova        | 6–4, 6–0      |
| August 2020        | $15,000  | Oeiras, Portugal                        | Grus      | María Gutiérrez Carrasco | 6–3, 6–2      |
| Januar 2021        | $25,000  | Fujairah, de Forenede Arabiske Emirater | Hard      | Viktorija Golubic        | 6–0, 4-6, 6-3 |
| Februar 2021       | $25,000  | Altenkirchen, Tyskland                  | Tæppe (i) | Simona Waltert           | 3-6, 6-1, 6-3 |

### ITF World Tennis Tour Juniors
Siden debuten på ITF Junior Circuit i februar 2016, har Tauson til og med Australian Open i slutningen af januar 2019 deltaget i 37 turneringer i single, og 27 i pigedouble. Her har hun spillet sig frem til 15 finaler i single, og ti i double. Heraf har hun vundet ni i single, og fire i double.

#### Single
| Dato              | Kategori | Sted                    | Underlag | Modstander             | Score            |
| ----------------- | -------- | ----------------------- | -------- | ---------------------- | ---------------- |
| 26. marts 2016    | Grade 5  | Paola, Malta            | Hard (i) | Daria Frayman          | 3–6, 4–6         |
| 24. april 2016    | Grade 4  | Nottingham, England     | Hard (i) | Eden Richardson        | 3–6, 4–6         |
| 29. maj 2016      | Grade 4  | Värnamo, Sverige        | Grus (u) | Hannah Viller Møller   | 4–6, 6–3, 6–7(1) |
| 21. oktober 2016  | Grade 4  | Rungsted, Danmark       | Hard (i) | Daria Frayman          | 3–6, 5–7         |
| 12. november 2016 | Grade 4  | Dubai, UAE              | Hard (u) | Mariam Dalakishvili    | 6–4, 6–2         |
| 18. februar 2017  | Grade 4  | København, Danmark      | Hard (i) | Melis Yasar            | 6–4, 6–2         |
| 1. juli 2017      | Grade 2  | Gladbeck, Tyskland      | Grus (u) | Viktoriia Dema         | 3–6, 2–6         |
| 4. marts 2018     | Grade A  | Porto Alegre, Brasilien | Grus (u) | Leylah Annie Fernandez | 3–6, 6–7(4)      |
| 25. marts 2018    | Grade 1  | Vrsar, Kroatien         | Grus (u) | Viktoriia Dema         | 6–1, 6–2         |
| 2. april 2018     | Grade 2  | Firenze, Italien        | Grus (u) | Eléonora Molinaro      | 0–6, 6–4, 6–1    |
| 29. juli 2018     | Grade B1 | Klosters, Schweiz       | Grus (u) | Maja Chwalińska        | 6–3, 6–3         |
| 1. september 2018 | Grade 1  | Repentigny, Canada      | Hard (u) | Viktoriia Dema         | 2–6, 7–6(1), 7-5 |
| 21. oktober 2018  | Grade A  | Osaka, Japan            | Hard (u) | Qinwen Zheng           | 6–1, 6–0         |
| 16. januar 2019   | Grade 1  | Traralgon, Australien   | Hard (u) | Leylah Annie Fernandez | 6–2, 6–3         |
| 26. januar 2019   | Grade A  | Melbourne, Australien   | Hard (u) | Leylah Annie Fernandez | 6–4, 6–3         |

#### Pigedouble
| Dato              | Kategori | Sted         | Underlag | Partner                | Modstander                              | Score           |
| ----------------- | -------- | ------------ | -------- | ---------------------- | --------------------------------------- | --------------- |
| 23. april 2016    | Grade 4  | Nottingham   | Hard (u) | Kristyna Lavickova     | Erin Richardson Maria Budin             | 2–6, 5–7        |
| 21. oktober 2016  | Grade 4  | Rungsted     | Hard (i) | Helena Francati        | Daria Frayman Anastasia Tikhonova       | 3–6, 6–1 [8-10] |
| 4. november 2016  | Grade 5  | Fujairah     | Hard (u) | Olivia Elliot          | Melis Yasar Ebru Zeynep Yazgan          | 6–1, 2–6 [8-10] |
| 11. november 2016 | Grade 4  | Dubai        | Hard (u) | Olivia Elliot          | Timea Visontai Reka Zadori              | 6–1, 6–1        |
| 16. februar 2017  | Grade 4  | København    | Hard (i) | Helena Francati        | Anna Loughlan Melis Yasar               | 7–5, 6–4        |
| 22. juli 2017     | Grade 1  | Wels         | Grus (u) | Kristyna Lavickova     | Selma Stefania Cadar Andreea Prisacariu | 3–6, 6–7(9)     |
| 3. marts 2018     | Grade A  | Porto Alegre | Grus (u) | Anastasia Tikhonova    | Mariam Dalakishvili Anis Hertel         | 7–5, 4–6 [10–8] |
| 31. marts 2018    | Grade 2  | Firenze      | Grus (u) | Hannah Viller Møller   | Victoria Allen Joanne Zuger             | 6–3, 5–7 [10–5] |
| 6. juli 2018      | Grade 1  | London       | Græs (u) | Wang Xinyu             | Caty McNally Whitney Osuigwe            | 6–7(4), 6–7(7)  |
| 31. august 2018   | Grade 1  | Repentigny   | Hard (u) | Elisabetta Cocciaretto | Margaryta Bilokin Naho Sato             | 2–6, 6–4 [4–10] |

## Titler
- 2016 – Danmarksmester for hold (Gentofte)[18]
- 2016 – Danmarksmester i single[21]
- 2017 – Ungdoms-OL mester[48]
- 2018 – U/18 Europamester[110]
- 2018 – Svensk mester for hold (Helsingborg)[138]
- 3 single titler på ITF Women's World Tennis Tour
- 9 single titler på ITF World Tennis Tour Juniors
  - inkl. Australian Open 2019
- 4 double titler på ITF World Tennis Tour Juniors
- 5 single titler på Tennis Europe Junior Tour[182]

## Priser
- Årets Juniortennisspiller i Danmark (2016,[30] 2017,[59] 2018[141])
- C WorldWide Talentprisen (2017,[85] 2018[157])
- Årets Olympiske Håb 2018[142]

## Privat
Clara Tausons familie tæller moren Tine Lindgaard Tauson, storesøster Caroline Groth Tauson, lillesøster Cecilia, og hendes far er den tidligere landsholdsspiller i ishockey Søren Tauson. Hendes yngste farbror, Christian Tauson, samt farfar Peter Tauson, har ligeledes spillet ishockey. Ældste farbror og onkel er tidligere professionel tennisspiller Michael Tauson, der har fungeret som hendes klubchef og assisterende træner ved de daglige træninger hos HIK Tennis.
Hun gik i folkeskole på Trongårdsskolen i Kongens Lyngby, inden hun skiftede til eliteidrætsordningen på Bakkegårdsskolen i Gentofte, hvor hun afsluttede 9. klasse i sommeren 2018. Herefter fortsatte hun med 10. klasse i skoleåret 2018/19.
1. januar 2019 var Clara én af 16 nulevende indbyggere i Danmark med efternavnet "Tauson" og 7.847 med fornavnet "Clara".